# Design molecular
O Design molecular refere-se às atividades que envolvem o estudo, desenho, concepção, planejamento e experimentações realizados para criação de novos compostos moleculares. É uma atividade desenvolvida principalmente na Química Orgânica mas envolve conhecimentos de diversas outras áreas de conhecimento como Mecânica Quântica, Dinâmica Molecular, Química de Coordenação, Biologia Molecular, Modelagem Computacional, entre diversas outras.
A criação de novas moléculas em geral é motivada por um dos seguintes objetivos: A) resolver algum problema existente (por exemplo uma molécula que tenha como função identificar um receptor celular de uma célula cancerígena e que possa então ativar medicamentos) ou B) expansão intelectual e científica, explorando assim os limites das teorias e conceitos em uso na Química e na ciência.

Compostos Antiaromáticos

No primeiro caso, busca-se criar uma molécula que cumpra uma função específica, e neste caso o design molecular tem como objetivo gerar novas moléculas que apresentem determinado conjunto de propriedades. Um exemplo disso é a gaiola de ligação de Cloreto, que possui potencial para extração de íons da água, um problema que afeta a qualidade da água mundialmente.

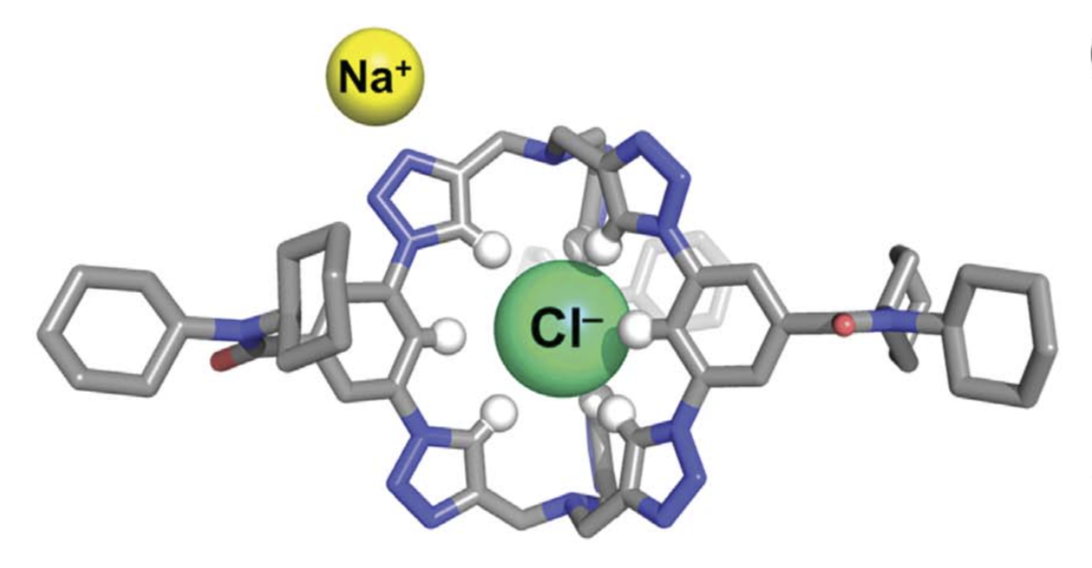
Gaiola de ligação de Cloreto[1]: possui potencial para extração de íons da água, um problema que afeta a qualidade da água mundialmente.

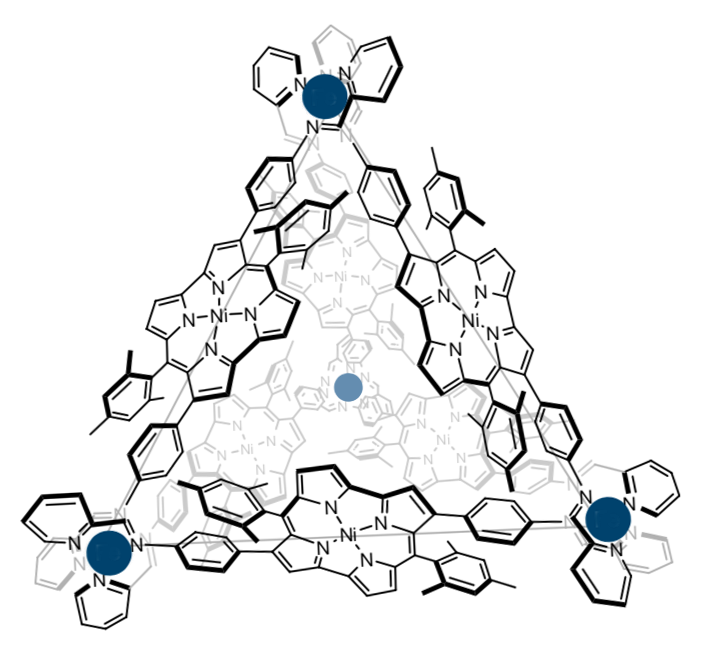
Primeira nanogaiola (nanocage) utilizando paredes antiromáticas. Um exemplo de molécula criada para expandir possibilidades de design de novas moléculas.

Já no segundo caso, o design molecular não precisa ter uma função específica, pode simplesmente ser a demonstração da possibilidade de se criar um novo composto. Um exemplo é a primeira nanogaiola (nanocage) utilizando paredes antiromáticas – uma molécula criada para expandir possibilidades de design de novas moléculas.
A atividade de design molecular é bastante desafiadora por diversos motivos. O principal deles é que apesar de compreendermos muitos dos princípios que regem as interações atômicas e moleculares, ainda não se conhece a totalidade dessas regras de interação, em especial quando elas interagem entre si gerando fenômenos ligados à complexidade.

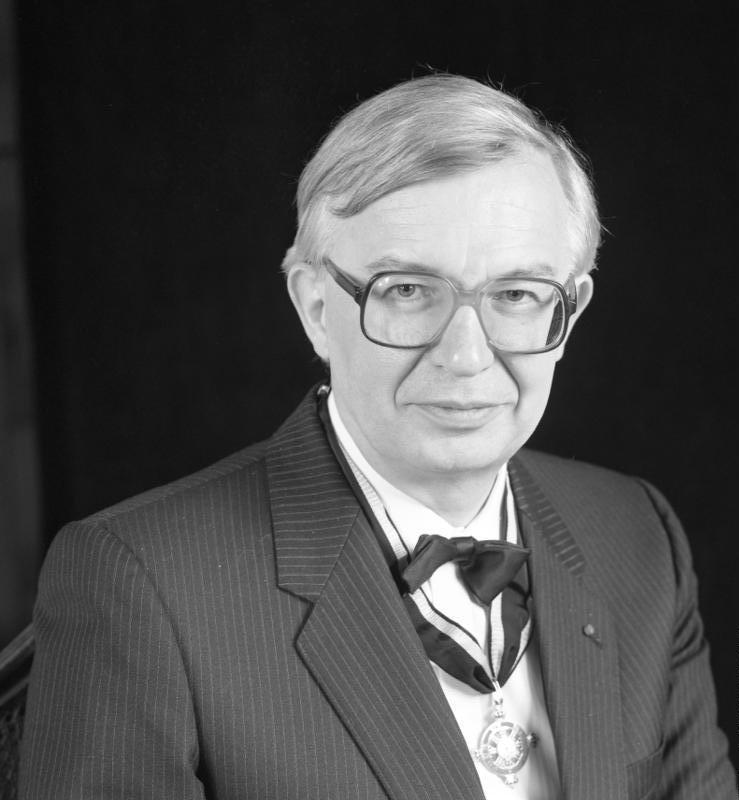
Jean Marie Lehn

## Química como atividade criativa
“A essência da química é não somente descobrir mas inventar, e, acima de tudo, criar.”, Jean Marie Lehn
Jean Marie Lehn, renomado cientista supramolecular, diz que o químico cria moléculas originais, novos materiais e propriedades a partir de elementos da natureza, e que a matéria é moldada pelas mãos do cientista assim como artistas moldam suas obras.

## Características e bases teóricas do design molecular
Devido à dificuldade de se prever completamente o comportamento molecular, uma das características do Design Molecular é seu caráter empírico. Mesmo com modelagens e cálculos sofisticados, é necessário experimentar e sintetizar a molécula para observar suas propriedades resultantes e a viabilidade de sua síntese.
As moléculas precisam também obedecer às leis da física. Trabalha-se frequentemente com condições limítrofes para compreender os limites de estabilidade de uma molécula, e quais seus níveis energéticos por exemplo.
A teoria estrutural de Kekulé, Couper e Butlerov é base do Design Molecular. Segundo ela, os átomos podem formar um número fixo de ligações, de acordo com o número de elétrons presentes em sua camada de valência. Dessa forma o Carbono é tetravalente, ou seja, pode formar 4 ligações, o Oxigênio é divalente (pode formar duas ligações) e o Hidrogênio é monovalente (uma ligação). A teoria estrutural também diz que um átomo de Carbono pode formar ligações simples, duplas ou triplas com outros átomos de Carbono.
Outra importante área de estudo é a Química Supramolecular, cujo desenvolvimento foi chave para possibilitar diversas novas áreas de exploração científica, como o design molecular e motores moleculares. Este ramo da Química ocupa-se em estudar agregados de moléculas, que formam interações entre si (não ligações covalentes).

## Processo de design molecular
Apesar de não ser um processo linear e uniforme, pode-se dizer que o Design Molecular é iterativo e possui algumas etapas comuns:
```
Pesquisa → Definição → Ideação → Modelagem → Síntese → Caracterização e análise
```

A primeira etapa é a Pesquisa, na qual se busca compreender o problema, restrições, buscar referências teóricas e experimentais.
Após a pesquisa, são geradas definições, como as funções a molécula deve cumprir, as propriedades ela deve apresentar, já se compreendendo as principais restrições existentes.
Na etapa de ideação se explora estruturas moleculares que podem gerar as funções e propriedades desejadas. Pela dificuldade de se prever com exatidão o comportamento de moléculas, nesta fase busca-se explorar diversas possibilidades de estruturas a serem testadas sinteticamente. São também feitos cálculos (e.g. função de onda para determinar energia associada a um estado de um elétron) computacionais usando aproximações, como a do elétron independente, para construir matrizes de Fock ou Hamiltonianas para saber a viabilidade da estrutura molecular proposta, bem como a extensão da otimização da propriedade alvo.
A Modelagem é uma etapa de visualização, que pode ser concomitante com a etapa de ideação. Ela pode ser feita através de desenhos simples, modelos físicos (e.g. com bastões) ou computacionais. Os modelos computacionais podem ajudar a prever aspectos da dinâmica molecular, termodinâmica e cinética.
A etapa de Síntese segue os princípios da Síntese Orgânica. Após a Síntese geralmente é necessário isolar a molécula desejada para a etapa de caracterização.
Na etapa de caracterização e análise são avaliadas as moléculas geradas. Para isso são utilizadas diversas técnicas como Microscópio de Força Atômica (AFM), Espectroscopia por ressonância magnética (NMR), Microscopia Kelvin (KFM), Espectroscopia Raman Amplificada por Agulha (TERS), Espectroscopia Raman Amplificada por Superfície (SERS), Microscopia de Varredura Eletrônica (MEV), entre outras.
Após a caracterização, são realizadas etapas de purificação e posterior otimização dos processos. Todo este processo é iterativo e experimental.

### Matéria-prima: átomos e building blocks
Sistemas moleculares são desenhados para reagir a determinadas situações, em geral situações nas quais algum tipo de energia é trocada (calor, eletricidade, etc). Para isso é necessário compreender a estrutura e propriedades dos elementos utilizados como “matéria-prima” para a nova molécula.
As moléculas orgânicas possuem forma tridimensional e podem ser previstas por modelos de repulsão eletrônica entre os pares de elétrons na camada de valência (VSEPR) e por cálculos de funções de onda da Mecânica Quântica, que por sua vez são usadas para gerar orbitais atômicos.
Segundo Allinger, para compreender uma estrutura molecular, é necessário (em ordem de importância):
1. Número e tipo de átomos presentes
2. Conectividade dos átomos
3. Estereoquímica
4. Coordenadas internas da molécula
5. Matriz F da molécula

Esses conceitos são chave para se desenhar uma nova molécula.
Cada tipo de átomo possui características próprias e propriedades. De acordo com o número de elétrons de sua camada de valência, podem fazer uma quantidade determinada de ligações com outros átomos e de estruturas. Este tipo de informação individual dos átomos em uma molécula geralmente contribui para a determinação de propriedades como eletrofilicidade (acidez de Lewis) e nucleofilicidade (basicidade de Lewis). Conhecendo-se as características de cada átomo é possível prever os tipos de estruturas e arranjos que podem ser formados.
A conectividade dos átomos ocorrem em dois níveis, interações atômicas e moleculares: átomos podem se ligar ionicamente, covalentemente ou metalicamente; moléculas interagem eletrostaticamente, por interação carga-dipolo e dipolo-dipolo, por Ligações de Hidrogênio e Interações de London. Um conceito relevante para o Design Molecular é o da reversibilidade das interações, por isso a Química Supramolecular é fundamentada em interações fracas intermoleculares.

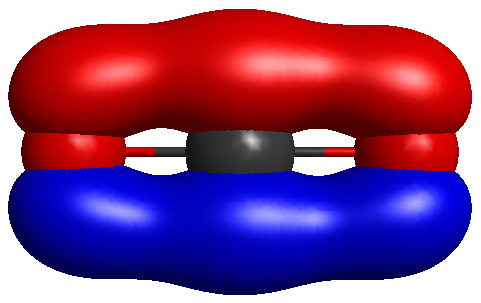
Orbital Molecular do Dióxido de Carbono

As ligações e interações entre os átomos formam moléculas que possuem determinada estrutura. A estereoquímica refere-se ao arranjo espacial, à geometria e topologia das moléculas, que conferem novas propriedades a estes compostos (como por exemplo reatividade, atração a determinadas cargas ou até quiralidade). Pela Teoria da Ligação de Valência (TLV), a hibridização dos átomos é o que define a angulação da estrutura formada. Outras teorias mais complexas também podem ser aplicadas para explicar as conformações adotadas por certas estruturas moleculares. Pela Teoria do Orbital Molecular (TOM) a geometria de um composto se dá pela combinação linear dos orbitais atômicos de cada átomo da molécula. Essas combinações podem ser calculadas pela aplicação da Teoria de Grupos para simetria molecular utilizando matrizes para executar as combinações dos orbitais de acordo com suas simetrias. Também é possível analisar essas combinações determinando os orbitais atômicos através de matrizes de Fock.

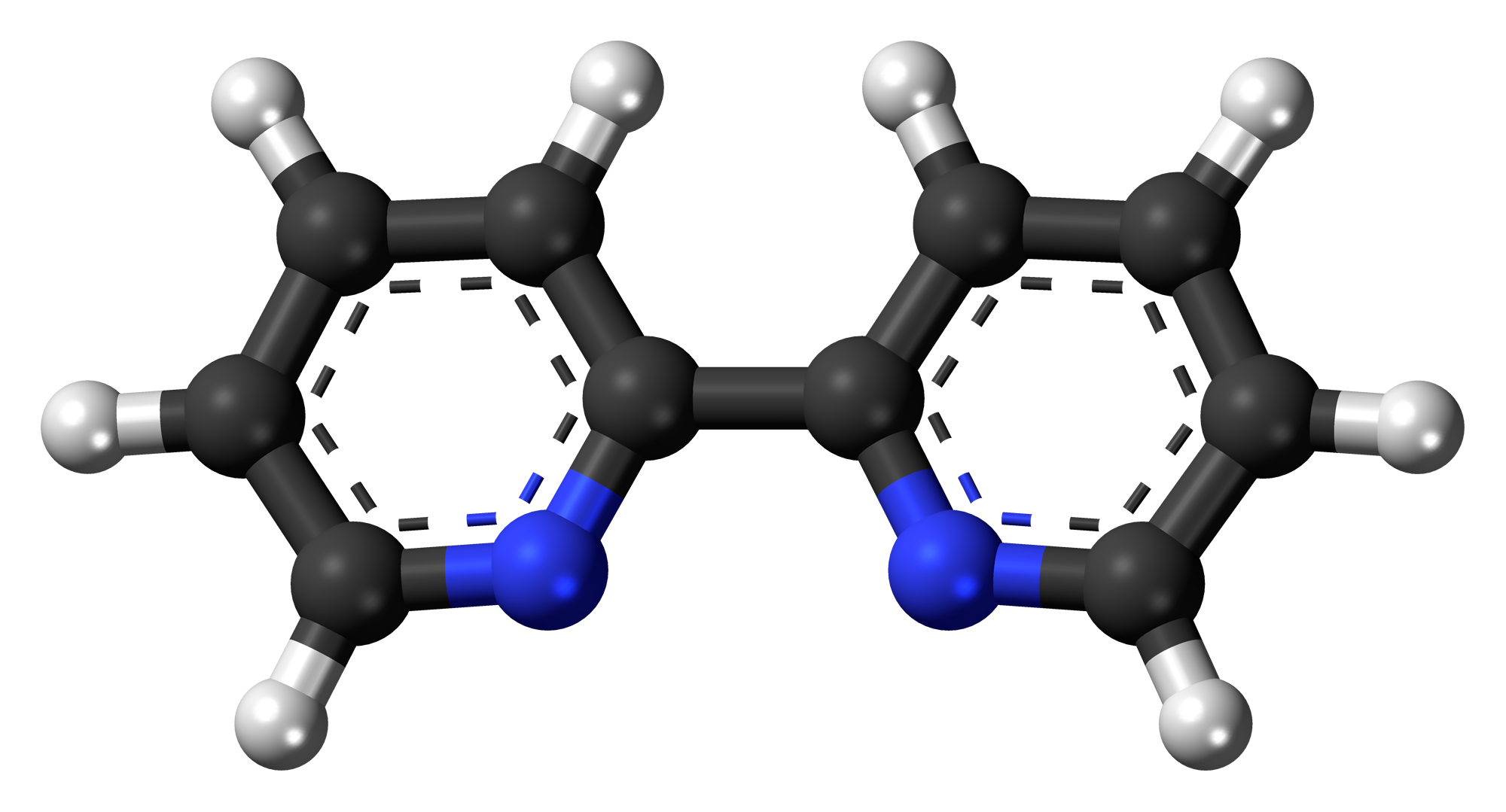
2,2'-Bipyridina

Compostos moleculares por sua vez viram “blocos de construção (Building blocks)”, que são comumente utilizados como base para criar novas moléculas. Um grupo de building blocks muito utilizados é a família de isômeros da bipiridina: 2,2′-bipyridine; 2,3′-bipyridine; 2,4′-bipyridine; 3,3′-bipyridine; 3,4′-bipyridine; 4,4′-bipyridine. Outros exemplos são aneis aromáticos, compostos antiaromáticos, MOFs (Metal Organic Frameworks), entre outros.
Há também tipos de interação entre blocos de construção que são utilizadas como referência para formação de novas moléculas. Um exemplo é a Química Hospedeiro-Hóspede (Host-guest Chemistry), complexos nos quais uma molécula abriga outra através de reconhecimento químico e com interações não covalentes.

### Estratégias de Síntese
Há três grupos de métodos que podem gerar a estratégia de síntese: métodos Químicos, Biológicos ou Mecânicos. Para a geração de moléculas pequenas, métodos Químicos são mais adequados. Já para moléculas grandes, os 3 grupos de métodos podem ser utilizados.
Os métodos Mecânicos incluem manipulação atômica por Microscópio de Força Atômica (AFM), lasers, entre outros.
Os métodos Biológicos são adequados quando se quer gerar moléculas complexas que podem ser produzidas por seres vivos, como bactérias. No geral, buscam-se métodos biológicos na síntese de proteínas; a insulina é um exemplo de uma molécula sintetizada por método biológico.
Os métodos Químicos são baseados na Síntese Orgânica. Essa vertente compreende os processos mais diversificados e comumente aplicados. Com o grande número de reações conhecidas é possível sintetizar quase qualquer composto fisicamente plausível através de uma estratégia, de um design de síntese inteligente. A relação do design molecular com síntese orgânica pode ser demonstrada pela abordagem de retrossíntese elaborada por Elias James Corey. Nessa abordagem, primeiro obtêm-se a concepção do produto e então elabora-se uma rota baseada nas reações já estabelecidas a partir de um reagente de partida comercial simples (síntese total) ou um reagente natural complexo de estrutura próxima ao produto desejado (síntese parcial). Esse tipo de elaboração e concepção da estratégia sintética constitui o aspecto mais fundamental do design molecular.
Há duas grandes abordagens que podem ser utilizadas: top-down e bottom-up (auto-montagem). A auto-montagem pode ser intramolecular e intermolecular. Processos de auto-montagem são a base da construção de sistemas biológicos – micelas, membranas, fibras, células são alguns exemplos.

## Designs moleculares de referência
Um grande exemplo de um processo de design molecular foi a síntese da molécula eleita como do ano de 2019 pela revista Chemical & Engineering News, uma nanogaiola antiaromática. Para sintetizá-la utilizou-se anéis antiaromáticos como blocos de construção de forma que eles se montaram na presença de ferro (II) como centro de coordenação para os os Nitrogênios dos grupos substituindo a porfirina. Existem também outras moléculas e estratégias de síntese importantes, como as listadas abaixo:
- Nó molecular
- Complexos de Whitesides
- Carceranos
- Molecular Necklace
- Elevadores Moleculares[14]
- Catenanos
- Olimpidianos
- Rotaxanos
- Circuleno
- Nanocage
- Clatratos

## Aplicações
Como o Design Molecular acaba sendo muito voltado para química orgânica, suas aplicações são diversas. Destaca-se a síntese de substâncias alvo de propriedades específicas, como fármacos de atividade projetada, aplicações em nanomedicina como cápsulas de medicamento com liberação controlada, confecção de metais de pureza elevada para processadores e desenho de polímeros com características e propriedades físicas bem definidas.